# Stragania alabamensis
Stragania alabamensis är en insektsart som beskrevs av Baker 1900. Stragania alabamensis ingår i släktet Stragania och familjen dvärgstritar. Inga underarter finns listade i Catalogue of Life.